# Кудлаев, Даниил Владимирович
Даниил Владимирович Кудлаев (20 июля 1991, Москва) — бывший российский хоккеист, вратарь.

## Биография
Воспитанник московской хоккейной школы «Северная звезда». Начал профессиональную карьеру в 2009 году в составе московского МХК «Спартак». В сезоне КХЛ 2011/12 дебютировал в основной команде, 18 ноября 2011 года. Всего провёл два неполных матча, в каждом из которых пропуская по 4 шайбы — в играх против СКА и рижского «Динамо». Был резервным вратарём ещё в 8 встречах.

## Достижения
- 2003—2004 гг. Бронзовый призёр открытого чемпионата Москвы по второй группе в составе ХК «Северная Звезда».
- 2004—2005 гг. Победитель открытого чемпионата Москвы по второй группе в составе ХК «Северная Звезда».

## Личная жизнь
Окончил школу с серебряной медалью. С 2013 года Выпускник Московского государственного юридического университета (МГЮА) им. О. Е. Кутафина, в который поступил в 2007 году. Кандидат юридических наук.